# Robert Mintkiewicz

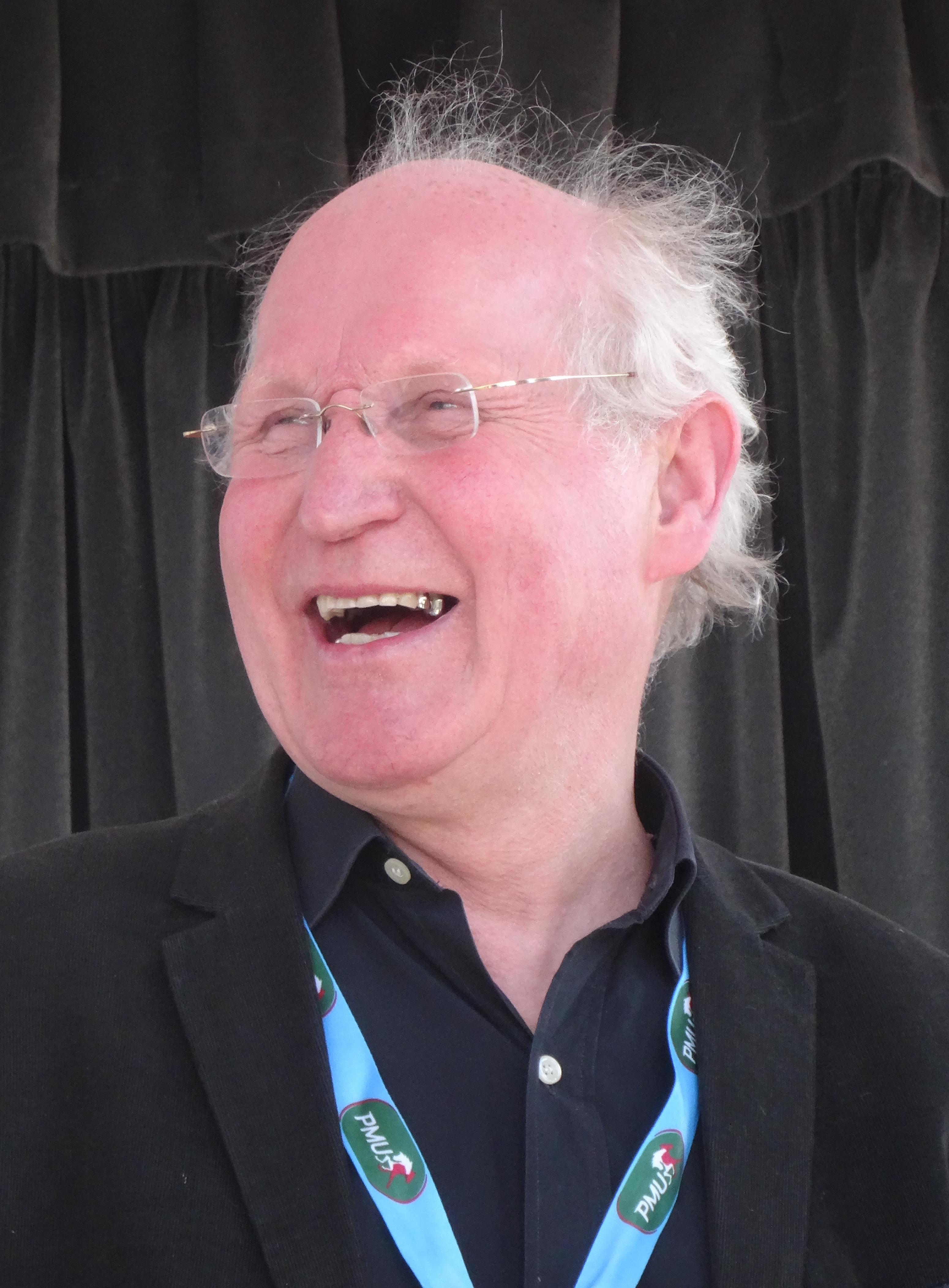
Robert Mintkiewicz 2014

Robert Mintkiewicz (* 14. Oktober 1947 in Douchy-les-Mines) ist ein ehemaliger französischer Radrennfahrer.

## Sportliche Laufbahn
Mintkiewicz war im Straßenradsport aktiv. Er begann mit dem Radsport im Verein VC Avesnois. Als Amateur gewann er 1969 den Grand Prix de Lillers.
1971 wurde er Berufsfahrer und blieb bis 1978 als Radprofi aktiv. Er siegte 1973 bei der letzten Austragung des Boucles de la Seine vor Alain Santy und im Étoile de Bessèges. 1974 holte er den Gesamtsieg im Etappenrennen Tour de l’Oise mit einem Tageserfolg. 1975 gewann er eine Etappe in der Rundfahrt Région Pays de la Loire Tour. 1977 war er im Eintagesrennen Grand Prix de Denain erfolgreich. Dazu kamen Etappensiege in den Quatre Jours de Dunkerque 1972, in der Tour du Nord 1973 sowie im Circuit de la Sarthe 1975.
In der Tour du Nord 1973 wurde er Zweiter hinter Michel Roques. Im Grand Prix d’Orchies 1975 und im Grand Prix de Denain wurde er ebenfalls Zweiter. 1973 kam er im Grand Prix d’Orchies auf den 3. Platz.
Die Tour de France fuhr Mintkiewicz achtmal. Er wurde 1971 84., 1972 87., 1973 80., 1974 87., 1975 53., 1976 49. der Gesamtwertung. 1977 und 1979 schied er aus. 1976 gewann er das Classement des sprints intermédiaires.
Anlässlich der Tour de France 2015, die einige der Kopfstein-Sektoren von Paris–Roubaix passierte, wurde der Sektor von Avesnes-les-Aubert nach Carnières nach Robert Mintkiewicz benannt (unter der Schreibweise Robert Mintkewicz).